# Вангеров, Адольф
Адольф фон Вангеров (нем. Karl Philipp Adolph von Vangerow; 5 июня 1808, Шиффельбах — 11 октября 1870, Гейдельберг) — немецкий правовед, историк права.

## Биография
Адольф Вангеров родился 5 июня 1808 года в городе Шиффельбахе. Окончил Марбургский университет, там же начал и преподавательскую деятельность. С 1840 года и до конца жизни профессор Гейдельбергского университета.
Специалист, прежде всего, по так называемому пандектному праву — адаптации римского права, действовавшей в Германии в XIV—XVI веках. Первый набросок учебного курса по этой дисциплине выпустил ещё в 1828 году, последующие редакции неоднократно переиздавались. Как отмечает по поводу этой книги Энциклопедия Брокгауза и Ефрона,

это — своеобразно составленное пособие при чтении и слушании лекций. Вангеров находил издание пространного курса лекций вредным для преподавания. Его учебник — не более как простая программа пандектного курса, состоящая из обозначения его подразделений и заглавий, причем в каждом параграфе приведены соответствующие места источников и указана литература предмета. Но большое научное значение «Учебника» заключается в обширных примечаниях, благодаря которым программа разрослась в три объемистых тома; в примечаниях со всею подробностью изложен и разобран контраверс писателей по вопросам пандектного права. В этом последнем отношении труд Вангерова незаменим и в настоящее время.

Среди его многочисленных учеников был, в частности, Карл фон Гербер; в 1865—1866 годах у него учился Николай Львович Дювернуа.
Адольф фон Вангеров умер 11 октября 1870 года в городе Гейдельберге.